# Kárász Zénó
Kárász Zénó (Szentes, 1969. július 16. –) magyar színész, egykori vízilabdázó.

## Élete
Szentesen született, és a helyi Horváth Mihály Gimnáziumban érettségizett, amely országszerte dráma tagozatáról híres. Több ismert színész itt végezte középiskolai tanulmányait. Kárász Zénó nem volt dráma tagozatos, gimnazistaként a vízilabda vonzotta.  

„Akkoriban vízilabdáztam, eszembe nem jutott volna a színház közelébe menni. Én C osztályos voltam, nem dráma tagozatos……rajztanárom, Dózsa Erzsike színházi alapismereteket is tanított nekünk. Rábeszélt, hogy segítsek az osztálytársamnak felkészülni a főiskolai felvételijére, bemutatóztunk. Utána mondta nekem, hogy ezt folytatnom kellene. Beletette a fülembe a bogarat.…négyszer is próbálkoztam a felvételivel a Színművészeti Főiskolára — sikertelenül… ”

Sportólóként kezdte pályafutását, vízilabdázóként Szentesen, a Szentesi Vízmű csapatában később Budapesten, a Vasasban játszott.
Közben többször sikertelenül felvételizett a Színművészeti Főiskolára, ám 1991-ben, eljutott a harmadik rostáig, amelyre végül nem ment el. 

„Folytatni akartam a vízilabdát és a főiskola mellett ezt nem tehettem volna meg. Ezért inkább Gór Nagy Mária színiiskoláját választottam. ”

A vízilabda miatt lemondott a főiskoláról. Színi tanulmányait a Gór Nagy Mária Színitanodában végezte. A színitanodából egyik tanára Szurdi Miklós rendező, hívta a Família Kft. című televíziósorozat indulásánál, hogy játssza el Ádám szerepét. A több évig futó népszerű sorozat szereplőjeként országosan ismert lett.
Szerepelt a Gór Nagy Mária Színitanodával 1994-ben a Művész Színházban, 1995-től Székesfehérváron a Vörösmarty Színházban és játszott a Klapka Sztárszínházban is. 1997-től 1999-ig a Komédiumban lépett fel, 1998-tól a Fiatalok Színháza a Stefánián legendás Grease című előadásaiban szerepelt. 2000-től a kecskeméti Katona József Színház tagja volt. 2004-től a Vidám Színpadon játszott. 2010-től a Szegedi Nemzeti Színház művésze.

## Színházi szerepeiből
- Charles; Vilmos (William Shakespeare: Ahogy tetszik)
- Solinus (Shakespeare: Tévedések vígjátéka)
- Bartholomé atya (Mihail Afanaszjevics Bulgakov: Álszentek összeesküvése)
- Nöjd (August Strindberg: Az apa)
- Von Kalb (Friedrich Schiller: Ármány és szerelem)
- Szereplő (Tóth Anita: Busójárás)
- Paul (Csak semmi szexet, kérem...!)
- Lionello (Előre hát, fiúk)
- Badilla (Eisemann Mihály – Somogyi Gyula – Zágon István: Fekete Péter)
- Antonio (Pierre-Augustin Caron de Beaumarchais: Figaro házassága)
- Zeno (Carlo Goldoni: A fogadósnő)
- W H. Blore (Agatha Christie:… és már senki sem! – Tíz kicsi néger)
- Kata (Dušan Kovačević: III. Radován)
- János (Koleszár Bazil Péter – Sultz Sándor: A jó pálinka itassa magát! 2.0)
- Jean (August Strindberg: Julie kisasszony)
- Kirkeby (Neil Simon – Burt Bacharach: Legénylakás)
- Mixi gróf (Szirmai Albert – Bakonyi Károly: Mágnás Miska)
- Eric (Jacque Deval: Francia szobalány)
- Petrucchio (Shakespeare: A makrancos hölgy)
- Fred (Woody Allen: New York-i komédiák)
- Frank (Roland Schimmelpfennig: PUSH UP 1-3)
- Hatami (Woody Allen: Semmi pánik)
- Don Pedro (Shakespeare:Sok hűhó semmiért)
- Dennis (Joe Orton: Szajré)
- Tartuffe (Molière: Tartuffe)
- Solinus (Shakespeare: Tévedések vígjátéka)
- Biff (Arthur Miller: Az ügynök halála)
- Marokkó (Shakespeare: A velencei kalmár)
- Laci (Szigeti József: A vén bakancsos és fia, a huszár)
- Kapitány (Shakespeare: Vízkereszt vagy amit akartok)
- Molnár (Verebes István: Üzenet)
- Paul (Murray Schisgal: A gépírók)
- Chester (Murray Schisgal: A kínaiak)
- Kenickie (Jim Jacobs – Warren Casey: Grease)
- Szereplő (Jares Rado – Gerome Ragni – Galt Macdermot: Hair)
- A rendező (Szentgyörgyi Rita: Il silenzio – Dalida)
- Dr. Le Foch (Molière/B.: A képzelt fösvény beteg)
- Szappan, partjelző (Egressy Zoltán: Sóska, sült krumpli)
- Csebutikin (Anton Pavlovics Csehov: Három nővér)
- Schweizer (Friedrich Schiller: Haramiák)
- Jiří (Petr Zelenka: Hétköznapi őrületek)
- Frank (Roland Schimmelpfennig: Nő a múltból)
- Bastian Mole (David Gieselmann: Kolpert úr)
- Börcsök Mihály (Pozsgai Zsolt: Pipás Pista)
- Sirma Ferenc (Füst Milán: Boldogtalanok)
- 1. polgár (Friedrich Dürrenmatt: Az öreg hölgy látogatása)
- Othello (Shakespeare: Othello)
- Vatelin (Georges Feydeau: A hülyéje)
- Wendler kereskedő, Schwarzburg generális (Jaroslav Hašek: Švejk, a derék elsőháborús katona)
- Apponyi Albert (Pozsgai Zsolt: A Vasgróf)
- A szakács (Brecht: Kurázsi mama és gyermekei)
- Pál (Herczeg Ferenc: Kék róka)
- Svohnyev (Gogol: Játékosok)
- Sipos (Molnár Ferenc: Az üvegcipő)
- Szilvai Tódor (Szigligeti Ede: Liliomfi)
- Néró (Hubay Miklós: Néró)
- Koltay János (Gábor Andor: Dollárpapa)
- Apa (Németh  Ákos: Tél)

## Filmjei

### Játékfilmek
- Hamis a baba (1991)
- Fordítva (2008)...László Parti
- Kolorádó Kid (2010)...ÁVÓ őrmester
- Vespa (2010)
- Retro szerelem (2011)...Plattenladenbesitzer
- Sweet Sixteen, a hazudós (2011)...börtönőr
- Dumapárbaj (2014)...Guba
- Sandwich (2017)...Securitry guard

### Tévéfilmek
- Família Kft. (1991–1999)...Szép Ádám
- Privát kopó (1993)...Kicsi
- Limonádé (2003)
- Vadkörték – A tihanyi kincsvadászat (2003)
- Tűzvonalban (2007–2010)...Takács/Acél
- Hacktion: Újratöltve (2012)...Laci
- Fapad (2014)...Hőbörgő utas
- Kossuthkifli (2015)...Magas denentor
- Drága örökösök (2019)...Költöztető melós
- Jófiúk (2019)..Resti tulaj
- Hazatalálsz (2023) …Kővári Tibor
- Mellékhatás (2023) ...Őr